# Steuermerklichkeit
Die Steuermerklichkeit, auch Steuersalienz, ist die Spürbarkeit und Beachtung einer bestehenden Steuer oder einer Steueränderung durch Wirtschaftssubjekte. Wie merklich verschiedene Steuern sind, welche Wirkungen Unmerklichkeit auf die Wirtschaftssubjekte und das Steueraufkommen hat und ob sie Kriterium der Gestaltung des Steuersystems sein sollte, ist Thema der Steuerlehre, sowohl aus juristischer als auch finanzwissenschaftlicher Perspektive, und  vor allem der Steuerpsychologie.
Nach Wolfgang Wiegard wird der Begriff der Unmerklichkeit in mehreren Bedeutungen verwendet: erstens als Nicht-Beachtung oder Unkenntnis der steuerlichen Belastung in einer Entscheidungssituation bei gegebenem Steuersystem, zweitens als Nicht-Beachtung oder Nicht-Gewahr-Werden bei Änderung steuerlicher Parameter. Im zweiten Fall kann es sein, dass entweder die Preis- bzw. Einkommensänderung selbst nicht bemerkt oder beachtet wird oder dass sie zwar bemerkt wird, aber die steuerliche Änderung als Ursache unbekannt oder unbeachtet bleibt.
Indirekte Steuern, bei denen der Steuerschuldner die Steuern auf den Steuerträger überwälzt, werden im Vergleich zu direkten Steuern generell als weniger merklich angesehen, manchmal sogar mit dem Begriff unmerklicher Steuern gleichgesetzt. Denn dem Steuerträger, der sich nicht informiert, fällt bei Zahlung des Kaufpreises die darin enthaltene indirekte Steuer oft nicht auf. Dies gilt besonders bei der verdeckten Überwälzung, wenn die Steuer nicht ausgewiesen wird, weniger bei der offenen Überwälzung. Die Merklichkeit gilt außerdem als abhängig von der Art der Steuererhebung. Eine mit Veranlagung verbundene Steuer weist einen höheren Grad an Merklichkeit auf als eine im Quellenabzugsverfahren einbehaltene Steuer. Gewöhnungseffekte können eine Steuer weniger merklich werden lassen, auch im Fall schon länger verankerter direkter Steuern. Günter Schmölders vertrat die These, dass eine Senkung von Verbrauchssteuern weniger merklich ist als ihre Anhebung, weil in letzterem Fall die betroffenen Wirtschaftszweige ein Interesse haben, die Ursache einer Preiserhöhung publik zu machen. Erhöhungen indirekter Steuern könnten also durchaus großes Aufsehen erregen.
Welche Bedeutung der Merklichkeit von Steuern bei der Gestaltung des Steuersystems zugemessen werden sollte, wurde vor allem anhand des Bequemlichkeitspostulats sowie fiskalischer, staatspolitischer und wirtschaftspolitischer Ziele untersucht und diskutiert:
Das Bequemlichkeitspostulat ist ein häufig vorgebrachter Besteuerungsgrundsatz. Es besagt, dass die Steuererhebung bei den Wirtschaftssubjekten möglichst wenig Aufwand und Ärger verursachen soll. Das ist bei unmerklichen Steuern der Fall. Bei indirekten Steuern etwa hat der Steuerzahler einen gewissen Inkassoaufwand, aber nicht den Ärger über eine darüber hinausgehende, von ihm zu tragende Last; der Steuerträger hat über den Kauf selbst hinaus keinen zusätzlichen Aufwand.
Unmerkliche Steuern gelten als besser geeignet, das fiskalische Ziel eines hohen Steueraufkommens zu erreichen. Denn eine durch eine deutlich spürbare Steuer hervorgerufene hohe subjektive Steuerbelastung kann Steuerwiderstände auslösen. Diese Widerstände, so die Hoffnung, werden durch unmerkliche Steuern umgangen.
Eine Reihe von Finanzwissenschaftlern befürchtete, dass merklichere Steuern dem wirtschaftspolitischen Ziel einer hohen Leistungsbereitschaft und Investitionsneigung der Bürger und Unternehmer zuwiderlaufen könnten, so etwa Karl-Heinrich Hansmeyer. Eine unmerkliche Steueränderung wäre in dieser Hinsicht vorteilhaft, weil sie impliziert, dass die durch sie hervorgerufene Preisänderung zu keinen Verhaltensänderungen führt oder dass eine doch wahrgenommene Preisänderung nicht einer steuerlichen Änderung zugeschrieben wird und daher keine gegen die Steuer gerichteten Reaktionen hervorruft. Im Fall von Lenkungssteuern hingegen, die als politisches Instrument gerade auf Verhaltensänderungen zielen, soll die eingeführte Steuer selbst spürbar sein oder eine spürbare Preisänderung hervorrufen. Idealerweise sollten Wirtschaftssubjekte gerade in den alltäglichen Entscheidungssituationen an die Lenkungssteuer erinnert werden.
Aus staatspolitischer Perspektive werden einige Argumente gegen unmerkliche Steuern vorgebracht. Sie erschweren es dem Steuerträger, die Höhe und den Zweck seiner Belastung nachzuvollziehen. Bürger können dadurch schlechter beurteilen, inwiefern das bestehende Steuersystem Gerechtigkeitsmaßstäben genügt und welche Mittel der Staat zur Finanzierung seiner Leistungen aufbringt. Sie würden, so die Kritik an unmerklichen Steuern, in der Ausübung ihrer demokratischen Kontroll- und Mitbestimmungsrechte behindert. Der Staat könnte sich seiner Rechtfertigungspflicht für die Steuererhebung entziehen. Fritz Neumark stellte deswegen sogar einen „Merklichkeitsgrundsatz“ auf. Rainer Wernsmann wendet gegen solche Befürchtungen ein, dass kein Wähler mehr das gesamte Recht in seinen Ursachen und Wirkungen überblicken könne, er könne sich aber durchaus über die Anteile der einzelnen Steuern am Steueraufkommen informieren.